# Zbor de noapte (film)
Zbor de noapte (în engleză Red Eye) este un film thriller american din 2005, regizat de Wes Craven și având-o pe Rachel McAdams în rolul unui director de hotel prins într-un complot de asasinare de un terorist (Cillian Murphy) aflat la bordul unui zbor de noapte către Miami. Muzica filmului a fost compusă și dirijată de Marco Beltrami.

## Rezumat
După ce a participat la înmormântarea bunicii ei în Dallas, Texas, Lisa Reisert (Rachel McAdams) pleacă cu un zbor de noapte către Miami, Florida. În timp ce aștepta plecare avionului, ea îl întâlnește pe Jackson Rippner (Cillian Murphy).
Când urcă la bordul avionului, Lisa descoperă că Jackson este în același zbor și are locul alăturat. După decolare, Rippner îi dezvăluie că el este un terorist care lucrează pentru un grup care intenționează să-l asasineze pe secretarul adjunct pentru securitate internă Charles Keefe (Jack Scalia) și pe familia acestuia. Lisa este inclusă în planurile lor din cauza faptului că ea lucrează ca manager la Hotelul Lux Atlantic în care este cazată familia Keefe. Planul de asasinat este de a trage asupra camerei de hotel cu un lansator de rachete portabil de pe o barcă dintr-un port aflat în apropiere. Pentru ca acesta să funcționeze, Rippner trebuie să o forțeze pe Lisa să facă un apel telefonic în timpul zborului pentru ca personalul hotelului să schimbe camera rezervată cu una cu vedere la port. Dacă ea refuză să coopereze, un ucigas plătit îl va ucide pe tatăl ei, Joe (Brian Cox), la casa lui din Miami.
Lisa încearcă să găsească o modalitate de a face ca atât tatăl ei cât și Keefe să se afle în siguranță . Atunci când ea dă mai întâi un apel la hotel și îi răspunde prietena ei, Cynthia (Jayma Mays), linia nu mai are acoperire, iar Lisa încearcă să-l păcălească pe Rippner continuând să vorbească și cerând schimbarea camerei. Ea face apoi două încercări nereușite de a-i alerta pe alți pasageri cu privire la pericol, dar Rippner o prinde în ambele cazuri.
Când linia de telefon are din nou acoperire, Lisa reușește să facă apelul, iar personalul hotelului îl mută pe politician în camera vizată. După apel, ea îi cere lui Rippner să-l sune pe omul aflat în afara casei tatălui ei, dar el refuză până când nu i se confirmă asasinarea.
După ce avionul aterizează, Lisa distrage atenția lui Rippner, înjunghiindu-l în gât cu un pix furat de la unul din ceilalți pasageri. Ea îi ia telefonul și fuge din avion și de pe terminal, pentru a scăpa atât de Rippner, cât și de serviciul de pază al aeroportului. Odată ce a ajuns afară, ea fură un SUV din apropiere. Ea sună din nou la hotel, alertând-o pe Cynthia ci privire la pericol. Cynthia, conform instrucțiunilor Lisei, apasă butornul de alarmă de incendiu pentru a evacua clădirea și se grăbește să-i avertizeze pe Keefe și pe familia sale, care sunt în camera țintă. Cynthia, famnilia Keefe și agenții Secret Service reușesc să scape cu câteva secunde înainte ca de secunde înainte ca racheta Javelin să lovească ținta.
Lisa, conducând în continuare, încearcă să-l sune pe tatăl ei, dar bateria telefonului mobil se descarcă. Ea se grăbește la casa tatălui ei, găsindu-l la sosire pe ucigaș în fața ușii sale și lovindu-l cu mașina. Lisa își găsește tatăl în casă, iar el îi spune că a chemat poliția. În timp ce Lisa telefonează la recepția hotelului, Rippner ajunge și-l lovește pe tatăl ei. El o urmărește prin casă cu un cuțit și o împinge pe scări. Lisa ia arma ucigașului mort și-l amenință pe Rippner cu ea. El încearcă să scape, dar Lisa îl împușcă. El o dezarmează totuși și o atacă, atunci când, în cele din urmă, tatăl Lisei îl împușcă pe Rippner înainte ca poliția să ajungă în final.
Mai târziu, la hotel, secretarul adjunct pentru afaceri interne și agenții Secret Service le mulțumesc Lisei și Cynthiei pentru salvarea secretarului și a familiei sale de la asasinare.

## Distribuție
- Rachel McAdams - Lisa Reisert
- Cillian Murphy - Jackson Rippner
- Brian Cox - Joseph "Joe" Reisert
- Jayma Mays - Cynthia
- Jack Scalia - secretarul adjunct pentru securitate internă Charles "Charlie" Keefe
- Colby Donaldson - agentul-șef din cadrul Secret Service
- Robert Pine și Teresa Press-Marx - Bob și Marianne Taylor
- Angela Paton - doamna amabilă
- Laura Johnson - femeia blondă
- Loren Lester - pasagerul iritat
- Max Kasch - copilul cu căști
- Kyle Gallner - fratele copilului cu căști
- Brittany Oaks - Rebecca
- Wes Craven, Marianne Maddalena, Carl Ellsworth și Chris Bender (necreditați) - pasageri în avion

## Recepție

### Răspuns critic
Zbor de noapte a primit aprecieri critice, iar pe situl Rotten Tomatoes are un rating pozitiv de 79% pe baza comentariilor a 186 de critici, cu consensul: "Cu interpretări puternice și o regizare îndeaproape a lui Wes Craven, Zbor de noapte este un thriller alert, economic". De asemenea, situl Metacritic a dat filmului un scor ponderat de 71% bazat pe 36 opinii care indică, în general, opinii favorabile.
Criticii au lăudat, de asemenea, interpretările lui Rachel McAdams și Cillian Murphy, iar Roger Ebert a afirmat în recenzia sa că McAdams are "interpretare atât convingătoare, deoarece ea a o menține la nivelul solului" și că "ea rămâne plauzibilă chiar și atunci când acțiunea scrâșnește în jurul ei". El l-a lăudat, de asemenea, pe Murphy pentru "abilitatea de a-și ajusta personajul în ciuda cadrului înghesuit" și a menționat că McAdams și Murphy sunt "foarte eficienți împreună".
Zbor de noapte a fost lăudat de criticii mai multor publicații, inclusiv The Washington Post, Rolling Stone, Entertainment Weekly, Los Angeles Times, The New York Times și Chicago Sun-Times.

### Box office
Filmul a adus încasări de 57.891.803 $ pe plan intern, dublu față de bugetul estimat de 26 milioane $. Pe plan internațional, filmul a adus încasări de încă 37.685.971 $, făcând ca încasările totale să se ridice la suma de 95.577.774 $. Zbor de noapte a avut parte de încasări mari din închiriei, aducând un supliment de 49.620.000 $.

### Premii și nominalizări
| Premii                             | Premii                                        | Premii         | Premii       |
| Premiu                             | Categorie                                     | Nume           | Rezultat     |
| ---------------------------------- | --------------------------------------------- | -------------- | ------------ |
| Premiile Golden Trailer            | cel mai bun thriller                          |                | Nominalizare |
| Premiile Irish Film and Television | cel mai bun actor de film                     | Cillian Murphy | Nominalizare |
| Premiile MTV Movie (2006)          | cea mai bună interpretare                     | Rachel McAdams | Nominalizare |
| Premiile Saturn                    | cel mai bun film de acțiune/aventură/thriller |                | Nominalizare |
| Premiile Saturn                    | cea mai bună actriță                          | Rachel McAdams | Nominalizare |
| Premiile Saturn                    | cel mai bun actor în rol secundar             | Cillian Murphy | Nominalizare |
| Premiile Teen Choice               | Filme - Choice Thriller                       |                | Câștigat     |
| Premiile Teen Choice               | Filme - Choice Scream                         | Rachel McAdams | Nominalizare |
| Premiile Teen Choice               | Choice Sleazebag                              | Cillian Murphy | Nominalizare |